# César Tárrega Requeni
César Tárrega Requeni (nascut el 26 de febrer de 2002) és un futbolista professional valencià que juga com a central al València CF.

## Carrera
Tárrega és un producte juvenil del CD Don Bosco, Llevant UE i Patacona CF, abans d'acabar la seva formació juvenil amb el València CF al qual es va incorporar el 2019. Va ascendir al València Mestalla per a la temporada 2021-22 signant el seu primer contracte professional.
El 2 de desembre de 2021, Tárrega va fer el seu debut com a sènior i professional amb l'equip sènior de València en la victòria de la Copa del Rei per 3-0 contra el CD Utrillas. El 24 de gener de 2023 va ampliar el seu contracte amb el València fins al 2027.
Tárrega va començar a entrenar amb l'equip sènior del València a la pretemporada d'estiu abans de la temporada 2023-24, i va debutar a la Lliga com a substitut final amb el València en una victòria per 3-0 contra l'Atlètic de Madrid el 16 de setembre de 2023 El 19 de gener de 2024, va ser cedit al Reial Valladolid de Segona Divisió per la resta de la temporada.
Tárrega va marcar el seu primer gol com a professional el 7 d'abril de 2024, marcant el segon gol del seu equip en la victòria fora de casa per 2-0 contra el FC Cartagena. Després d'haver contribuït amb 16 aparicions quan els pucelanos van assolir l'ascens a la primera categoria, va tornar al Che i va renovar el seu contracte fins al 2028 el 27 de juny.

## Estil de joc
Amb 1,94 m, Tárrega és un central alt i imponent físicament, fort i contundent en el joc aeri. Malgrat la seva alçada, té un bon control de pilota i pot fer bones passades.

## Vida personal
Tárrega estudia educació física a la Universitat Catòlica de València Sant Vicenç Màrtir, i parla anglès i francès gràcies a la seva mare que és mestra d'escola. El seu besavi, Vicent Olaso, va fundar un club anomenat Antonio Puchades a València als anys 50.